# Imoschi
Imoschi (in croato Imotski) è una città della Croazia di 10 902 abitanti, situata nell'entroterra della Regione spalatino-dalmata, ai piedi di una collina, ai confini con l'Erzegovina.
La Madonna degli Angeli (Gospa od Anđela) è la patrona della città e la si festeggia ogni 2 agosto.

## Geografia fisica
Nei pressi di Imoschi, si trovano i pittoreschi laghi blu e rosso, creatisi grazie al collasso di due grotte carsiche, a seguito di un sisma.

## Storia
Il territorio di Imoschi è stata popolato fin dal neolitico. Al tempo degli Illiri e dei Romani era conosciuto come "Emotha" e poi "Imota". Fu menzionato per la prima volta con il nome odierno dall'imperatore bizantino Costantino Porfirogeneto nel X secolo. Nelle fonti storiche medievali è stata citata come importante fortezza.

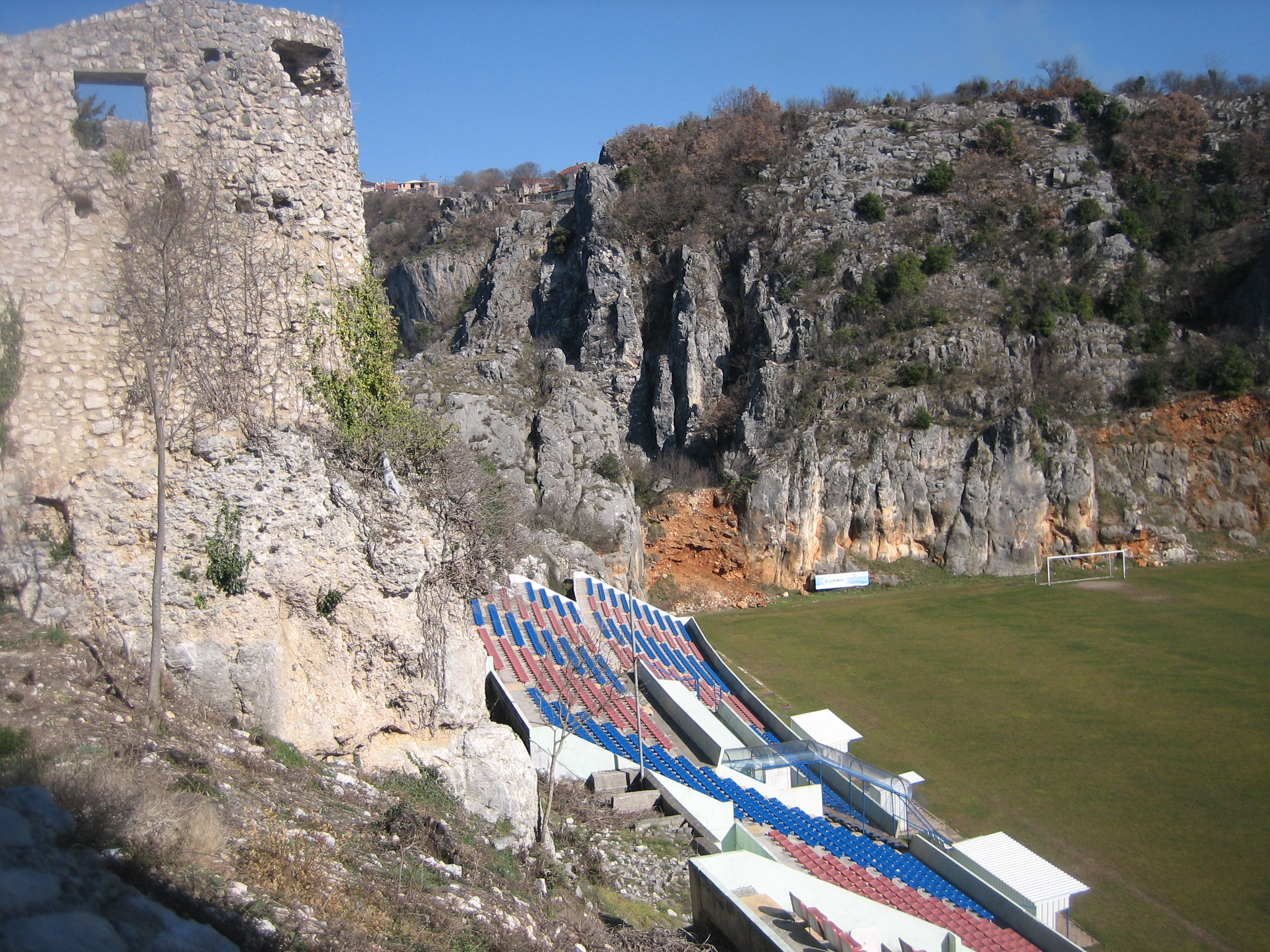
Lo Stadio Gospin Dolac di Imotski

La città fu posseduta dai turchi fino al 1717 quando entrò nei possedimenti della Repubblica di Venezia. Nell'aprile del 1717 fu costruita una chiesetta, dedicata alla Madonna degli Angeli, in onore della vittoria contro gli ottomani. Da allora la Madonna degli Angeli è stata onorata come patrona di Imoschi e del suo territorio. Nell'ottocento e nel novecento la città fece parte del Regno di Dalmazia all'interno dell'Impero austriaco. In seguito fu annessa al Regno dei Serbi, Croati e Sloveni, poi stato federato della Jugoslavia, per poi passare alla Croazia indipendente nel 1991.

## Società

### La presenza autoctona di italiani
Vi fu in passato una presenza storica di italiani autoctoni che abitarono per secoli, la penisola dell'Istria e le coste e le isole del Quarnaro e della Dalmazia, territori che furono della Repubblica di Venezia. La presenza degli italiani a Imoschi è quasi scomparsa in seguito agli esodi che hanno seguito la prima e la seconda guerra mondiale.
Centro a maggioranza croata, fece parte del cosiddetto Acquisto Nuovissimo, che ospitò a partire dal XVIII secolo, una minoranza italiana, discendente di quegli impiegati, medici, notai, militari che la Repubblica di Venezia aveva qui inviato a controllare le frontiere contro l'Impero ottomano. Nel 1895 vi fu aperta una sede della Lega Nazionale. Alla Conferenza di pace di Parigi, nel 1919, le famiglie italiane della città inviarono ai delegati un appello per l'annessione della Dalmazia al Regno d'Italia.

## Geografia antropica

### Località
La città di Imoschi (10 764 ab.) è suddivisa nelle 6 frazioni (naselja). Tra parentesi il toponimo in lingua italiana.
- Glavina Donja (Glavina Inferiore): 1 748[5] ab.
- Glavina Gornja (Glavina Superiore): 283[5] ab.
- Imotski (Imoschi): 4 757[5] ab., sede comunale
- Medvidovića Draga (Meduidovicia Draga[6]): 385[5] ab.
- Donji Vinjani (Vignani Inferiore): 2 169[5] ab.
- Gornji Vinjani (Vignani Superiore): 1 422[5] ab.